# جورج إيفانز (لاعب كرة قدم بريطاني)
جورج إيفانز (بالإنجليزية: George Evans)‏ (6 يوليو 1935 في المملكة المتحدة - 1 ديسمبر 2000) هو لاعب كرة قدم بريطاني في مركز نصف الجناح. لعب مع نادي ريكسهام ونادي تشستر سيتي ونادي أوزورتي تاون ‏ وColwyn Bay F.C. ‏ وBethesda Athletic F.C. ‏.